# Escut de la Vall de Laguar
L'escut de la Vall de Laguar és el símbol representatiu oficial de la Vall de Laguar, municipi del País Valencià, a la comarca de la Marina Alta. Té el següent blasonament:
| « | Escut quadrilong de punta redona. Truncat i migpartit. El primer quarter, truncat ondat d'argent i sinople, i sobre el segon tres alqueries d'argent ben ordenades, maçonades i aclarides de sable. Al segon quarter, en camp d'or, un bou passant de gules, terrassat de sinople, bordura de gules amb vuit feixos d'or. Al tercer quarter, un faixat d'or i de sable en sis peces (pels Borja, senyors que foren de la Vall de Laguart). Al timbre, corona reial oberta. | » |

## Història
L'escut fou aprovat per Resolució de 18 de gener de 1999, del conseller de Presidència, publicada en el DOGV núm. 3.444, d'1 de març de 1999.
S'hi representen les antigues alqueries musulmanes que van donar lloc als tres pobles actuals que conformen el municipi: Campell, Benimaurell i Fleix. A sota, les armories dels Borja, ducs de Gandia i antics senyors de la vall.